# Lobelia subpubera
Lobelia subpubera ist eine Pflanzenart aus der Gattung der Lobelien (Lobelia) innerhalb der Familie der Glockenblumengewächse. Sie kommt in Ecuador vor.

## Beschreibung
Lobelia subpubera erreicht eine Wuchshöhe von 3 bis 10 Zentimetern. Der Stängel ist behaart oder glatt mit kürzeren Stolonen. Die unteren Blätter sind spatelförmig oder lanzettlich. Sie sind 10 mm lang, 3 bis 5 mm breit. Die Blattspreite ist spitz und verengt sich an der Basis in einen kurzen 2 bis 4 mm langen Blattstiel. Der Blattrand ist schwielig gezahnt. Die Blattoberseite ist behaart, die Blattunterseite glatt. Die oberen Blätter sind lanzettlich bis linear und stiellos. Die endständigen Trauben haben wenige Blüten. Die Blütenstiele sind mit 4 bis 6 mm ungefähr genauso lang wie die Tragblätter. Der Blütenbecher ist gewunden. Die stark zugespitzten Kelchblätter sind 3 bis 4 mm lang. Die 10 mm lange bewimperte Blütenkrone ist bläulich. Die Blütezeit ist von April bis Mai.

## Lebensraum
Lobelia subpubera wächst auf den Páramos in Höhenlagen zwischen 3.500 und 4.000 Metern.

## Taxonomie
Lobelia subpubera wurde 1858 von Hugh Algernon Weddell in Chloris Andina Band 2 Seite 14 vom Cotopaxi in Ecuador erstbeschrieben. 

## Status
Lobelia subpubera ist durch Lebensraumzerstörung stark gefährdet. Es sind nur zwei Subpopulationen bekannt. Die erste ist am Vulkan Cotopaxi innerhalb des Parque Nacional Cotopaxi, die zweite befindet sich in der Umgebung der Lagunas de Atillo (Atillo-See) innerhalb des Parque Nacional Sangay in der Provinz Chimborazo.